# Túlio (football, 1976)
Pour les articles homonymes, voir Tulio.
Túlio Lustosa Seixas Pinheiro dit Túlio est un footballeur brésilien né le 25 avril 1976. Il est milieu de terrain.